# Сан-балтасар-лохичанский сапотекский язык
Сан-балтасар-лохичанский сапотекский язык (Northwestern Pochutla Zapotec, San Baltazar Loxicha Zapotec, San Baltázar Loxicha Zapotec, Zapoteco de San Baltázar Loxicha) — сапотекский язык, на котором говорят в городах Сан-Балтасар-Лохича и Санта-Катарина-Лохича южнее города Оахака-де-Хуарес штата Оахака в Мексике.